# Lismore fyr
Lismore fyr är en fyr på den sydvästliga spetsen av den obebodda ön Eilean Musdile sydväst om Lismore i Skottland.
Lismore fyr var den sista av de många fyrar som Robert Stevenson ritade under sin mer än tjugoåriga karriär.
Fyren och de två fyrvaktarbostäderna byggdes av byggmästare James Smith från Inverness och kostade 4 260 pund. Det murade tornet var 26 meter högt och hade en lanternin på toppen som var försedd med ett "katadioptrisk system" med både linser och reflektorer som visade ett fast vitt sken. Fyrlyktan eldades med valolja. Den tändes första gången i oktober 1833. 
Fyrplatsen sköttes av fyra fyrvaktare som bodde med sina familjer på Eilean Musdile. De arbetade på skift två och två i sex veckor på ön följt av två veckors ledighet på fastlandet. Förnödenheter och reservdelar transporterades till ön av en fastanställd skeppare. 
Personalen skulle tända och släcka   fyren morgon och kväll, putsa reflektorerna och fönstren i lanterninen samt hålla utkik och föra loggbok. En gång om året skulle fyren vitkalkas. Under andra världskriget räddade fyrpersonalen två flygare som hade kraschat i havet.
Fyren automatiserades och avbemannades i juni 1965 och år 1971 upptogs den på National Trust for Scotlands lista över kulturskyddade byggnader.